# Jared Birchall
Jared John Birchall (Modesto, California, 1974) es un empresario y exbanquero estadounidense. Es el director ejecutivo de la empresa de neurotecnología Neuralink y gestor de patrimonio del billonario Elon Musk desde 2016. Como consejero y mano derecha de Musk, Birchall mantiene puestos administrativos y ejecutivos en otras empresas relacionadas como en The Boring Company, Musk Foundation o xAI. 

## Primeros años y educación
Jared John Birchall nació en 1974 en Modesto, California. Miembro de una familia con 11 hermanos, viajó por toda California como parte de un grupo musical llamado The Birchalll Family Singers. Fue admitido en la Universidad Brigham Young en Provo, Utah en 1992, graduándose en 1999 con un bachillerato universitario en letras. Después de graduarse, pasó dos años como misionero.

## Carrera

### 1999-2016: Bancos de inversión
Comenzó su carrera como analista financiero en Goldman Sachs en Nueva York en 1999. Al año siguiente, se mudó a Los Ángeles para trabajar como gestor de patrimonio en Merrill Lynch & Co. Según su la FINRA, una organización reguladora de los Estados Unidos, fue Birchall fue despedido en 2010 por "enviar correspondencia a un cliente sin la aprobación de la dirección". Entre 2010 y 2016, fue el vicepresidente senior de la banca privada Morgan Stanley.

### 2016-actualidad: trabajando para Elon Musk
Birchall conoció a Elon Musk durante su cargo en Morgan Stanley cuando trabajó con él para preparar diversos préstamos bancarios de nueve cifras en un momento en el que el Musk se encontraba con pocos fondos. El empresario lo contrató dentro de Morgan Stanley para que gestionara su family office.
Cuando Musk fundó la empresa de neurotecnología Neuralink en 2016, Birchall figuraba en los documentos de la empresa como director ejecutivo y presidente. Según Bloomberg News, Birchall no se encuentra implicado en las operaciones diarias de la empresa, y que su nombre fue colocado en los documentos por mera conveniencia. En 2018, Birchall fue nombrado director y ejecutivo de The Boring Company, una empresa de construcción de túneles también fundada por Musk.
Apodado como el reparador personal y mano derecha de Musk, Birchall ha sido también encomendado a otras tareas como organizar itinerarios, contratar guardaespaldas y vender casas del empresario. La revista Slate informó en 2018 que Birchall era el CEO de Foundation Security, una empresa de contratación de detectives y automóviles blindados. Durante ese año, durante los días previos a un caso de difamación contra Elon Musk relacionado con el rescate de la cueva Tham Luang por parte de un espeleólogo británico, Birchall pagó más de 50,000 dólares de los fondos de Musk para contratar a un detective privado, que resultó ser un fraude, para obtener pruebas contra el espeleólogo. Birchall declaró que actuó de esta manera porque tenía "un instinto de proteger a Musk".
En 2021, Birchall se opuso a la idea de que Igor Kurmanov, jugador profesional de póquer sin experiencia en el mundo financiero y defensor del altruismo eficaz, codirigiera la fundación del empresario y controlara las solicitudes de caridad. Musk se había hecho amigo de Kurmanov durante la pandemia del COVID-19, y fue despedido después de que Birchall informara que el FBI lo estaba investigando por algunas preocupaciones en cuanto a relaciones internacionales.
Birchall se unió a la plantilla de la Fundación Dogecoin, una empresa sin ánimo de lucro que defiende el ecosistema de la criptomoneda Dogecoin, como asesor financiero y legal en agosto de 2021. En un expediente judicial de julio de 2023, Birchall declaró que él gestiona exclusivamente el comercio de criptomonedas de Musk.
Birchall desempeñó un papel fundamental en la adquisición de Twitter por parte de Elon Musk en 2022. Estuvo muy involucrado en las negociaciones de compra de la red social, acordando préstamos de millones de dólares con grandes bancos en un periodo relativamente corto de tiempo y previo a una fecha fijada por un tribunal, que de haberla sobrepasado hubiera supuesto un juicio. Mientras Musk recortaba en gran medida muchos costes de Twitter, Birchall estuvo encargado de organizar despidos y de aprobar nuevos gastos.
En 2023, Birchall incorporó la empresa de inteligencia artificial fundada por Musk, xAI. En ella, se encuentra listado como secretario de la empresa.

## Vida personal
Birchall está casado y tiene cinco hijos. Es seguidor del Movimiento de los Santos de los Últimos Días. En 2020, se mudó a Austin, Texas, donde vive en una casa valorada en 2,25 millones de dólares. Antes de la mudanza, vivió en el Stevenson Ranch, en California, donde fue consejero del obispo local.